# Stabat Mater (Roman)
Stabat Mater (ital. Originaltitel Stabat Mater) ist ein historischer Roman des italienischen Schriftstellers Tiziano Scarpa (* 1963 in Venedig), der 2008 im Verlag Einaudi in Turin erschienen ist. Die deutsche Übersetzung von Olaf Matthias Roth erschien ein Jahr später im Verlag Klaus Wagenbach in Berlin. Der Titel bezieht sich auf ein berühmtes Sakralwerk von Antonio Vivaldi (RV 621), einer Vertonung des mittelalterlichen Gedichts Stabat mater dolorosa.

## Inhalt
Der Roman spielt im Venedig des 18. Jahrhunderts und erzählt die Geschichte des Mädchens Cecilia, das im Ospedale della Pietà heranwächst, einem Kloster und Waisenhaus, das aber auch eine Musikschule betreibt. Mütter, die unerkannt bleiben wollen (etwa aufgrund illegitimer Schwangerschaften), haben die Möglichkeit, ihre neugeborenen Kinder im Ospedale anonym abzugeben (ähnlich heutiger Babyklappen). Auch Cecilias Mutter hat einst ihre Tochter nach der Geburt in der Obhut der Geistlichen im Ospedale zurückgelassen. Cecilia wächst heran, erhält Musikunterricht und spielt Violine im Orchester des Waisenhauses. Als Heranwachsende beginnt sich Cecilia Fragen nach ihrer Mutter, ihrer Herkunft und ihrer Identität zu stellen. Ruhelos und von Schlaflosigkeit geplagt durchstreift sie nachts das Kloster und schreibt Briefe an ihre unbekannte Mutter, die sie aber nie abschickt, sondern in einem Versteck im Kloster aufbewahrt. Eine Klosterschwester zeigt Cecilia eines Tages die Gegenstände, die ihre Mutter mit ihr im Ospedale zurückgelassen hat. Manchmal nämlich werden Kinder nach Jahren von ihren Eltern im Kloster abgeholt, die einstmals zurückgelassenen Gegenstände (Amulette, Münzen usw.), dienen dabei als Erkennungszeichen. Bei Cecilia dient ein diagonal entzweigerissenes Blatt Papier, das die Hälfte einer Windrose in den Farben blau und grün mit den Himmelsrichtungen Norden und Westen zeigt, als Erkennungszeichen.
Als eines Tages der betagte Musiklehrer des Ospedale, Don Giulio, seine Tätigkeit aus Altersgründen aufgibt, folgt ihm ein junger rothaariger Priester mit großer Nase nach: Don Antonio, der unschwer als der Komponist Antonio Vivaldi zu erkennen ist. Unter seiner musikalischen Leitung gewinnen Chor und Orchester des Ospedale auch über die Grenzen Venedigs hinaus weiter an Ansehen. Don Antonio erkennt das besondere musikalische Talent Cecilias und möchte sie dauerhaft an das Orchester des Ospedale binden. Dies aber würde bedeuten, dass Cecilia auch weiterhin dort bleibt und einem normalen Leben als erwachsene Frau entsagt. Sie könnte das Ospedale dann auch nur selten und immer gemeinsam mit anderen Zöglingen, unter Aufsicht der Geistlichen und das Gesicht hinter einer Maske versteckt verlassen. Cecilia entscheidet sich gegen diese Perspektive und flieht aus dem Ospedale: Als Mann verkleidet segelt sie am Ende des Romans nach Südosten, den griechischen Inseln zu, wo sie ihre Mutter, aber auch sich selbst zu finden hofft.

## Analyse
Der Roman schildert die Handlung hauptsächlich aus der Perspektive seiner Protagonistin: In den Briefen, die Cecilia an ihre unbekannte Mutter schreibt, aber nie verschickt, sowie in den Gesprächen mit einem an das Haupt der Medusa erinnernden Frauenkopf mit Schlangenhaaren, der ihr nachts erscheint, schildert sie ihren Alltag im Ospedale. Darin manifestieren sich aber immer auch ihre Sehnsucht und Suche nach ihrer Mutter. Diese Suche ist zugleich auch eine Suche nach sich selbst und nach der eigenen Identität als Mädchen und junge Frau. Neben den Briefen und den Gesprächen mit dem Medusa-Kopf werden auch einige Gespräche Cecilias mit anderen Personen des Romans wiedergegeben, die sie unmittelbar aus der Perspektive eines neutralen Erzählers präsentieren. Der Roman bedient sich einer historisierenden Sprache (die etwa im Gebrauch des pluralis majestatis zum Ausdruck kommt), die in einzelnen spontanen und ungezwungenen Äußerungen Cecilias aber auch zeitgenössische Züge trägt. Obwohl es sich um einen historischen Roman handelt, verzichtet der Autor auf strenge historische Genauigkeit. So etwa sind beispielsweise einzelne Kompositionen Vivaldis, die in der Handlung vorkommen (wie etwa Die vier Jahreszeiten), erst in späteren Schaffensperioden entstanden. Das Buch zeichnet sich durch eine reiche Farbmetaphorik (z. B. rot als Farbe des Blutes, als Haarfarbe Vivaldis usw.) sowie durch eine Vielzahl kulturhistorischer Anspielungen aus. So etwa weist der Titel einerseits auf ein Sakralwerk Vivaldis hin, zugleich aber auch auf das zentrale Thema der Muttersuche. Auch der Name der Protagonistin ist nicht zufällig gewählt, sondern verweist auf die Hl. Cäcilia von Rom, die Schutzpatronin der Kirchenmusik.

## Rezeption
Der Roman wurde 2009 dem Premio Strega, dem bedeutendsten italienischen Literaturpreis, sowie mit dem Premio SuperMondello ausgezeichnet. Im Vorfeld der Verleihung des Premio Strega fand im italienischen Feuilleton eine Debatte über die Macht von Verlagen bei der Vergabe von Literaturpreisen sowie über die Qualität der nominierten Bücher statt.

## Ausgaben
- Stabat Mater. Einaudi, Torino 2008, ISBN 978-88-06-17124-7.
- Stabat Mater. Wagenbach, Berlin 2009, ISBN 978-3-8031-3225-3.

## Rezensionen
- Maike Albath: Die Musik ist aus Frauen gemacht. Süddeutsche Zeitung, 31. August 2009
- Franz Haas: Klägliches Maskenspiel in Italien. Neue Zürcher Zeitung, 28. Oktober 2009